# Église de la Nativité-de-Notre-Dame de Montfaucon
Pour les articles homonymes, voir Église de la Nativité.
L'église de la Nativité-de-Notre-Dame est une église comtoise située dans le village de Montfaucon (Doubs), près de Besançon.

## Histoire
Une première église dédiée à la Nativité de la Vierge Marie fut fondée dans le village en 1311, à proximité du château de Montfaucon. En 1743, de difficiles pourparlers sont engagés pour la reconstruction d’une église à Montfaucon-les-Granges, mais la première pierre du nouvel édifice ne sera posée qu’en 1775 sur les plans de l’architecte Louis Beuque. Cette église sera achevée en 1785.

## Description
L'architecture est de style néoclassique avec trois nefs voûtées d’arêtes dotées de doubleaux ornés de caissons, et rythmée par seize colonnes doriques toscanes adossées aux murs. La façade est quant à elle dotée d’un fronton curviligne précédée d’un porche supporté par quatre colonnes doriques. L'édifice comporte un clocher à dôme à impériale dit comtois construit sur la gauche du chœur.

## Protection
L'église fait l’objet d’une inscription au titre des monuments historiques depuis le 16 avril 2009.